# 太太乐
太太樂是中華人民共和國上海市一家調味品公司，也是雀巢旗下品牌，總部位於嘉定區江橋鎮。產品以雞精為主。
公司成立於1988年。1989年，工廠在嘉定建成投產。1993年12月，產品出口至美國以及加拿大。1996年5月，商標「家樂」更改並建立太太樂品牌。1997年10月，公司更名為上海太太樂調味食品有限公司。當年太太樂雞精中國市場佔有率已為第一。1999年，產品出口至香港、東南亞以及澳大利亞，同年加入雀巢。2005年9月，太太樂雞精成為中國名牌。同年12月，公司更名為上海太太樂食品有限公司。2013年5月，太太樂建造鮮味博物館。

## 外部連結
- 官方网站